# فرانك غانيت
فرانك غانيت هو رائد أعمال وصحفي وسياسي أمريكي، ولد في 15 سبتمبر 1876 في نيويورك في الولايات المتحدة، وتوفي في 3 ديسمبر 1957. نشط حزبياً في الحزب الجمهوري.

## وصلات خارجية
- فرانك غانيت على موقع الموسوعة البريطانية (الإنجليزية)
- فرانك غانيت على موقع إن إن دي بي (الإنجليزية)